# Seeverdienstorden (Frankreich)

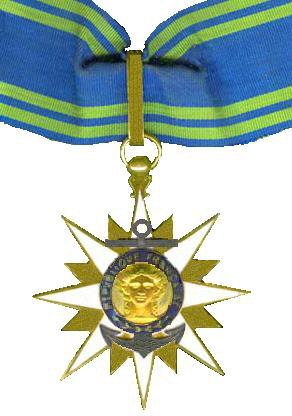
Kommandeurkreuz des Seeverdienstorden

Der Seeverdienstorden (französisch Ordre du Mérite maritime) ist eine am 9. Februar 1930 durch den französischen Staatspräsidenten gestiftete Auszeichnung, die an Personen verliehen wird, die der Handelsmarine angehören oder sich um die Entwicklung der Handelsmarine, der Häfen, der Fischerei und der nautischen Sportarten verdient gemacht haben. In Kriegszeiten kann die Auszeichnung auch für Militärverdienste erfolgen.

## Klassen
Der Orden besteht aus drei Klassen
- Kommandeur
- Offizier
- Ritter

Um mit dem Orden ausgezeichnet zu werden, muss die betreffende Person mindestens 30 Jahre alt sein und neben der Erfüllung der sonstigen Kriterien 15 Jahre Dienst für die Handelsmarine geleistet haben. Dienstzeiten in der Kriegsmarine können angerechnet werden. Die Verleihung findet in drei Kategorien statt
- Kat. A: Seefahrendes Personal der Handelsmarine
- Kat. B: Personen, die sich in der Entwicklung der Handelsmarine, der Häfen, der Fischerei und der nautischen Sportarten verdient gemacht haben
- Kat. C: Personal der Staatlichen Marine

Pro Kalenderjahr kommen folgende Kontingente zur Verleihung:
| 1930 bis 1946 | 1930 bis 1946 | 1930 bis 1946 | 1930 bis 1946 | 1930 bis 1946 | 1947 bis 1963 | 1947 bis 1963 | 1947 bis 1963 | 1947 bis 1963 | ab 2002 | ab 2002  | ab 2002 | ab 2002 |
|               | Komtur        | Offizier      | Ritter        | Gesamt        | Komtur        | Offizier      | Ritter        | Gesamt        | Komtur  | Offizier | Ritter  | Gesamt  |
| Kat. A        | 7             | 70            | 175           | 252           | 5             | 50            | 175           | 230           | 5       | 36       | 120     | 161     |
| Kat. B        | 2             | 20            | 50            | 72            | 2             | 15            | 60            | 77            | 3       | 14       | 40      | 57      |
| Kat. C        | 1             | 10            | 25            | 36            | 2             | 10            | 25            | 37            | 2       | 20       | 100     | 122     |
| Gesamt        | 10            | 100           | 250           | 360           | 9             | 75            | 260           | 344           | 10      | 70       | 260     | 340     |

Ausländer, die mit dem Orden ausgezeichnet werden, fallen nicht unter die Kontingentierung.

## Ordensdekoration
Das Ordenszeichen ist weißemaillierter Stern mit acht Strahlen und in den Winkeln befinden sich kürzere metallene Strahlen, die leicht gerippt sind. In der Sternmitte ist ein Anker aufgelegt, über dem das Medaillon liegt. Im Medaillon ist der Kopf der Française abgebildet. Umlaufend, in einem blau emaillierten Reif die Inschrift REPUBLIQUE FRANÇAISE sowie im unteren Teil des Reifes zwei gekreuzte Lorbeerzweige. Rückseitig die zweizeilige Inschrift MERITE MARITIME und umlaufend MARINE MARCHANDE.

## Trageweise
Getragen wird das Kommandeurkreuz um den Hals, Offizier- und Ritterkreuz am Band auf der linken Brustseite. Auf dem Offiziersband ist zudem eine Rosette angebracht.
Das Ordensband ist dunkelultramarinblau mit grünen Seitenstreifen.

## Sonstiges
Verleihungen werden grundsätzlich am 1. Januar und am 14. Juli (Nationalfeiertag) vorgenommen. In Ausnahmefällen kann davon aber abgewichen werden.
Die Verleihung des Seeverdienstordens wurde 1963 im Zuge der Reorganisation des französischen Ordenswesens und der Stiftung des Nationalverdienstordens eingestellt. Mit Dekret 88/2002 vom 17. Januar 2002 ist der Orden wieder eingeführt worden.

## Weblink
- Abbildung der Dekoration